# 李湘 (主持人)
李湘（1976年2月10日—），湖南臨湘人，中国大陆主持人。

## 生平
2004年8月4日，李湘在北京成立了属于她自己的一间文化传播公司。在那里，她身兼三职（老板、制作人、主持人），与一家境外的媒体合作，做一档以自己的名字命名的节目《李湘星运动》。
2005年6月24日，李湘作为凤凰卫视《鲁豫有约》的嘉宾，谈了她现在的家庭生活和事业，向外界讲叙了她与其丈夫现在很和睦的事实。席间，她认为“家庭比事业更重要”。
2007年5月14日，李湘签约重庆卫视，主持《第一次心动》和《娱乐新榜样》两档节目，成为重庆卫视的当家花旦。
2008年，李湘出演电影《十全九美》。
2008年，李湘和王岳伦因为《十全九美》一片获得了腾讯年度新锐电影人。
2008年，被评为年中国慈善排行榜十大明星。
2008年，在湖南掀起的一场“爱美丽”，明星美女大评选活动，李湘凭借自己的知名度和争议成为万众瞩目的焦点，最后成功将最性感胸部奖揽入怀中。
2009年2月18日主持湖南卫视百度娱乐沸点李湘执掌的快乐星公司将与湖南卫视合作组建芒果影业公司，并于4月份开拍电影《熊猫大侠》。
2010年，入选“中国电视节目主持人30年年度风云人物”。
2010年，任长沙市第一社会福利院“爱心大使”。
2011年12月，李湘和女儿王诗龄以七位数接受了一个广告代言，李湘事后解释说：“就是玩一玩，算是一个人生经历吧，只求她开开心心”，而关于七位数的代言费，她笑笑说，“就是打了个大红包”。
2013年，李湘加盟深圳卫视，同时任深圳卫视副总监，后于2016年1月辞职。同年5月任360娱乐总裁。
2023年8月底，李湘在微博宣布退休。

## 家庭
2005年1月2日，李湘与“钻石大王”李厚霖在北京举行婚礼。2006年11月22日，李湘在其个人的博客上坦承已与李厚霖离婚。
2007年，李湘拍摄时，认识了导演王岳伦，次年两人结婚。2009年10月13日晚9点25分，李湘在北京生下女儿王诗龄（Angela）。2021年11月30日，丈夫王岳伦在微博表示已和李湘于7月签字离婚。

## 作品

### 主持節目/活動
| 年份   | 節目/活動                                      | 製作單位     | 備註                                                |
| ------ | ---------------------------------------------- | ------------ | --------------------------------------------------- |
| 1995年 | 《四通八达》                                   | 北京電視臺   | 大學實習                                            |
| 1995年 | 《与你同行》                                   | 中央電視臺   | 大學實習                                            |
| 1996年 | 《燈火闌珊》                                   | 湖南電視臺   |                                                     |
| 1996年 | 《晚間新聞》                                   | 湖南電視臺   |                                                     |
| 1997年 | 《香港回归大型文艺晚会》                       | 湖南電視臺   |                                                     |
| 1997年 | 《快樂大本營》                                 | 湖南衛視     | 成名節目                                            |
| 1997年 | 110大型文艺晚会                                | 湖南衛視     |                                                     |
| 1997年 | 《大学生》大型文艺晚会                         | 湖南衛視     |                                                     |
| 1998年 | 《東西南北中》                                 | 中央電視臺   | 98抗洪搶險賑災節目                                  |
| 1998年 | 《情繫三湘》                                   | 湖南衛視     | 98抗洪搶險賑災節目                                  |
| 1999年 | 《中國金鷹電視藝術節頒獎晚會》                 | 湖南衛視     |                                                     |
| 2002年 | 《美食综艺节目》                               | 台灣東風衛視 |                                                     |
| 2002年 | 兩會文藝晚會                                   | 湖南衛視     |                                                     |
| 2002年 | 造星工廠                                       | 湖南衛視     |                                                     |
| 2003年 | 《阳光路上》                                   | 湖南衛視     | 抗非典主题晚会                                      |
| 2004年 | 《金鹰卡通衛視开播晚会》                       | 湖南衛視     | 最後一次主持《快樂大本營》                          |
| 2005年 | 《超級女聲》                                   | 湖南衛視     | 成都唱区、广州唱区、全国总决赛                      |
| 2005年 | 《李湘星运动》                                 | 華娛衛視     | 第一次自己做製片人                                  |
| 2006年 | 《超级歌会》                                   | 湖南衛視     |                                                     |
| 2006年 | 《超級女聲》                                   | 湖南衛視     | 声成都唱区、广州唱区、长沙唱区、 全国复活赛、总决赛 |
| 2006年 | 《情繫大湘南》                                 | 湖南衛視     | 06抗洪搶險賑災節目                                  |
| 2006年 | 《每日文娱播报》                               | 北京電視臺   |                                                     |
| 2006年 | 《星光大典》                                   | 騰訊         |                                                     |
| 2007年 | 《搜城记》                                     | 北京電視臺   |                                                     |
| 2007年 | 《快樂男聲》                                   | 湖南衛視     | 代班主持9晉7                                        |
| 2007年 | 《十月放歌·紅歌會》                            | 湖南衛視     |                                                     |
| 2007年 | 《名声大震》                                   | 湖南衛視     |                                                     |
| 2008年 | 《爱心大融冰——我们一起过年》                   | 湖南衛視     | 08雪災賑災晚會                                      |
| 2008年 | 《搜狐十周年庆典》                             | 搜狐         |                                                     |
| 2008年 | 《背後的故事》                                 | 湖南衛視     |                                                     |
| 2008年 | 《第七届“汉语桥”世界大学生中文比赛开幕式晚会》 | 湖南衛視     |                                                     |
| 2009年 | 《百度娱乐沸点》                               | 湖南衛視     |                                                     |
| 2010年 | 《嘉丽购物频道开播晚会》                       | 長沙電視臺   | 産後首次主持                                        |
| 2010年 | 《跨年演唱会主持》                             | 湖南衛視     |                                                     |
| 2011年 | 《金芒果粉丝节》                               | 湖南衛視     |                                                     |
| 2011年 | 《给力星期天》                                 | 湖南衛視     | 代班主持                                            |
| 2011年 | 《称心如意》                                   | 湖南衛視     | 新節目                                              |
| 2011年 | 《背後的故事》                                 | 湖南衛視     |                                                     |
| 2013年 | 《男左女右》                                   | 深圳衛視     | 新節目                                              |

### 電視劇
| 年份   | 電視劇             | 角色       | 導演       | 合作演員             |
| ------ | ------------------ | ---------- | ---------- | -------------------- |
| 1999年 | 《快嘴李翠蓮》     | 李翠蓮     | 張多福     | 陈庭威、陆剑民       |
| 1999年 | 《中華英豪》       | 袁嘉玲     | 范秀明     | 邵兵、曹穎           |
| 2001年 | 《佛跳牆》         | 陈佳瑶     | 钟路、邵波 | 夏雨、王学兵         |
| 2002年 | 《北京假日》       | 端木佳佳   | 杨志坚     | 張世、耿樂           |
| 2002年 | 《四大名捕会京师》 | 獨孤伊人   | 刘海波     | 車仁表、王豔         |
| 2003年 | 《情斷上海灘》     | 赵玫瑰     | 尤小剛     | 陳龍、戴娇倩         |
| 2012年 | 《宫锁珠帘》       | 梅仙       | 李慧珠     | 杜淳、袁姗姗、何晟铭 |
| 2012年 | 《太平公主秘史》   | 中年武则天 | 李翰韬     | 贾静雯、孙耀琦       |

### 電影
| 年份   | 電影           | 角色         | 導演         | 合作演員       |
| ------ | -------------- | ------------ | ------------ | -------------- |
| 2000年 | 《衣錦還鄉》   | 湘湘         | 宫晓东       | 程前、侯耀华   |
| 2001年 | 《防守反擊》   | 任小雨       | 梁天         | 曾志伟、洪剑涛 |
| 2003年 | 《阿龙的故事》 | 梁佩仪       | 梁家仁       | 谭耀文、恬妞   |
| 2003年 | 《警察有約》   | 客串         | 徐耿         | 夏雨           |
| 2008年 | 《十全九美》   | 客串         | 王岳倫       | 劉樺           |
| 2009年 | 《尋找成龍》   | 客串         | 方刚亮、江平 | 祝希娟、田华   |
| 2011年 | 《建黨偉業》   | 周南女中老師 | 韩三平       |                |

### 綜藝節目
- 2013年《男左女右》
- 2015年《爲她而戰》
- 2016年《一路上有你2》

### 音樂專輯
2001年 第一張個人同名專輯 《李湘》主打歌《給我新鮮》

2005年 第二章個人專輯 《陽光湘》主打歌《不用說愛你》

### 著名作品
| 年份   | 電影/電視劇        | 導演   | 主演           |
| ------ | ------------------ | ------ | -------------- |
| 2008年 | 《十全九美》       | 王岳倫 | 立威廉、黃奕   |
| 2009年 | 《熊貓大俠》       | 王岳倫 | 阿朵、邓家佳   |
| 2011年 | 《一不小心愛上你》 | 麦大杰 | 張翰、丹尼斯吳 |

### 著作
- 1999年 《快乐如风——李湘写真集》
- 2010年《甜蜜蜜的孕事》

## 外部連結
- 李湘的新浪微博
- 李湘的新浪博客